# Bucklige Welt
A Bucklige Welt régió Alsó-Ausztria délkeleti részén. „Az ezer domb országaként” is ismert.

## Földrajz
A Bucklige Welt dombvidéki terület az Alpok keleti szélén. Magassága 375 és 900 m között változik. Nevét, ami valami olyasmit jelent, mint "dombos világ", a nagyon sok dombnak és hegynek köszönhető, amelyeket a helyiek Buckln néven ismernek.
Délnyugaton a Bucklige Weltet a Wechsel-hegység, nyugaton a Semmering régió határolja. Északon a Bécsi-medence, keleten a Rosalia-hegység alkotja a határt, amelytől délre a Bucklige Weltet a közép-burgenlandi Oberpullendorf határolja. Délen a Geschriftstein található.

## Éghajlat
Kis mérete ellenére a Bucklige Welt három különböző éghajlati zónába tartozik: délkeleti része Ausztria „illír éghajlati tartományához” sorolható, míg az északi szélén a pannon éghajlat uralkodik. A középső és magasabb területek az alpesi átmeneti éghajlathoz rendelhetők.

## Fordítás
Ez a szócikk részben vagy egészben a Bucklige Welt (Niederösterreich) című német Wikipédia-szócikk ezen változatának fordításán alapul.  Az eredeti cikk szerkesztőit annak laptörténete sorolja fel. Ez a jelzés csupán a megfogalmazás eredetét és a szerzői jogokat jelzi, nem szolgál a cikkben szereplő információk forrásmegjelöléseként.